# 蔣彬 (正德進士)
蒋彬（？—？年），字原學，廣西桂林府全州人，民籍。明朝政治人物。

## 生平
正德二年（1507年）丁卯科廣西乡试舉人，九年（1514年）甲戌科二甲第三十五名進士，授刑部主事，累升郎中，出为广平府知府，历官云南按察使，嘉靖十二年（1533年）九月升陕西右布政使，十二月因云南巡抚顾应祥与巡按御史杨东互行弹劾攻讦，蒋彬牵涉其中，被革职閑住。